# Рандога
Рандога — деревня в Горском сельском поселении Тихвинского района Ленинградской области.

## История
Деревня Рандога упоминается на «Специальной карте западной части России» Ф. Ф. Шуберта 1844 года.

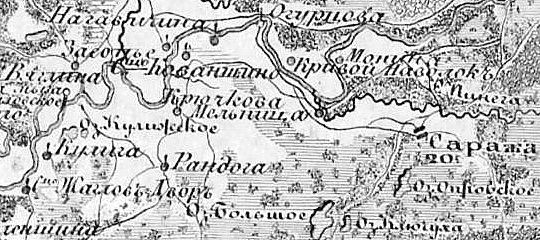
Деревня Рандога на семитопографической карте Новгородской губернии 1847 года

РАНДОГА  — деревня Крючковского общества, Пашекожельского прихода.

Крестьянских дворов — 15. Строений — 33, в том числе жилых — 25. 

Число жителей по семейным спискам 1879 г.: 43 м. п., 42 ж. п.; по приходским сведениям 1879 г.: 30 м. п., 29 ж. п.

В конце XIX века деревня относилась к Новинской волости 2-го стана, в начале XX века — к Новинской волости 1-го земского участка 1-го стана Тихвинского уезда Новгородской губернии.
В начале XX века близ деревни находился жальник.

РАНДОГА — деревня Крючковского общества, дворов — 17, жилых домов — 25, число жителей: 57 м. п., 50 ж. п. 

Занятия жителей — земледелие, торговля скотом и кожами. Колодцы. Часовня, 3 кожевенных завода, овчинная и мелочная лавка. (1910 год)

С 1917 по 1918 год деревня Рандога входила в состав Новинской волости Тихвинского уезда Новгородской губернии. 
С 1918 года в составе Череповецкой губернии.
С 1924 года в составе Прогальской волости.
С 1927 года в составе Новинского сельсовета Тихвинского района.
В 1928 году население деревни Рандога составляло 115 человек.
Согласно карте Ленинградской области Северо-западного аэрогеодезического треста ГГУ издания 1932 года деревня насчитывала 13 крестьянских дворов.
По данным 1933 года деревня Рандога входила в состав Новинского сельсовета.
В 1958 году население деревни Рандога составляло 29 человек.
С 1963 года в составе Горского сельсовета.
По данным 1966, 1973 и 1990 годов деревня Рандога также входила в состав Горского сельсовета.
В 1997 году в деревне Рандога Горской волости проживал 1 человек, в 2002 году — 3 человека (все русские).
В 2007 году в деревне Рандога Горского СП проживал 1 человек, в 2010 году — также 1.

## География
Деревня расположена в центральной части района на автодороге 41К-899 (Горка — Крючково).
Расстояние до административного центра поселения — 4 км.
Расстояние до ближайшей железнодорожной станции Тихвин — 29 км.
Деревня находится близ левого берега реки Паша.

## Демография
| 1879 | 1910 | 1928 | 1958 | 1997 | 2002 | 2007 |
| ---- | ---- | ---- | ---- | ---- | ---- | ---- |
| 85   | ↗107 | ↗115 | ↘29  | ↘1   | ↗3   | ↘1   |
| 2010 | 2017 |      |      |      |      |      |
| →1   | ↗9   |      |      |      |      |      |

### Национальный состав
Согласно данным Всероссийской переписи населения 2021 года в деревне проживали 12 человек, из них:
 русские — 11, украинцы — 1 человек.

## Улицы
Дачная, Полевой переулок.